# ジム・バーネット
ジム・バーネット（Jim Barnett、本名：James Edward Barnett、1924年6月9日 - 2004年9月18日）は、アメリカ合衆国のプロレスリング・プロモーター。オクラホマ州オクラホマシティ出身。

## 来歴
1950年代は、シカゴや東部地区のプロモーターだったフレッド・コーラーのオフィスボーイとして活動。同地区のプロレス中継を放送していたデュモン・ネットワークのスクリプト・ライターも務めていた。1958年にコーラーのもとから独立し、インディアナポリス、デトロイト、コロンバスなど中西部地区のプロモーターとなる。
しかし1964年、ウイルバー・スナイダー、ディック・ザ・ブルーザー、ザ・シークら配下のプロレスラーが相次いで離脱して対抗勢力を旗揚げしたことにより、共同経営者のジョニー・ドイルと共にオーストラリアへ転出。同年秋、シドニーにて新団体ワールド・チャンピオンシップ・レスリングを発足させ、フラッグシップ・タイトルとしてIWA世界ヘビー級王座を創設、キラー・コワルスキーを初代王者に認定した。
1972年8月、NWAジョージア地区のブッカー兼レスラーだったレイ・ガンケルがオックス・ベーカーとの試合後に心臓発作で急死。以降の興行の主導権を巡り内紛が勃発し、レイの妻だったアン・ガンケルが新団体を設立、同地区内で2つのプロモーションが興行戦争を展開する事態となったが、1973年のNWA総会に出席するためアメリカに帰国していたバーネットが最終的に両プロモーションを買収、オーストラリアの権利を売却してジョージア地区の運営を引き継ぐことになった（バーネットの帰米後、ワールド・チャンピオンシップ・レスリングの運営はロン・ミラー&ラリー・オーディらが引き継いだが、1978年に活動を停止している）。
以降、1980年代前半までジョージア・チャンピオンシップ・レスリング（GCW）のオーナーとして活躍。団体名を冠したプロレス中継番組『ジョージア・チャンピオンシップ・レスリング』はテッド・ターナーのWTCG（後のWTBS）にて全国放送され高視聴率を獲得し、NWA内部における影響力も増大。1974年8月のNWA総会にてNWA世界ヘビー級王者のスケジュールを決める責任者に就任するなど、フロリダのエディ・グラハムと並び、ディープサウスを代表する大プロモーターとなって一時代を築いた。また、NWAの「主流派」であったことから日本ではジャイアント馬場の全日本プロレスに協力。1975年12月のオープン選手権をはじめ、リーグ戦やタイトルマッチの立会人として度々来日した。
1982年には、WTBSの番組名をオーストラリアで運営していた団体名と同じ『ワールド・チャンピオンシップ・レスリング』に改称（この名称は、後年WCWに引き継がれる）。しかし同年末、世界最強タッグ決定リーグ戦のウィットネスとして来日中、GCWのヘッドブッカーだったオレイ・アンダーソンがバーネットの不在を利用してクーデターを起こし、バーネットは辞任に追い込まれる。そこで1984年、ジャック・ブリスコやジェリー・ブリスコらと共にGCWの株式をWWFのビンス・マクマホンに売却。『ワールド・チャンピオンシップ・レスリング』の放映権もWWF所有となり、ブラック・サタデーと呼ばれる事件に発展した。
以降はWWFの幹部となったが、水面下でNWAミッドアトランティック地区（JCP）のジム・クロケット・ジュニアと接触していたことが発覚しWWFを解雇される。その後はアトランタに戻り1987年下期よりJCPに所属、団体が経営難に陥るとテッド・ターナーへの事業売却をクロケットに助言し、1990年代は相談役としてWCWに在籍した。
2004年9月18日、癌のため死去。80歳没。生前は同性愛者であることを公言し、1950年代には俳優のロック・ハドソンとの関係も噂された。
没後の2005年、NWA殿堂入り。2019年にはWWE殿堂のレガシー部門に迎えられた。